# Daniel Davari
Daniel Davari (em farsi, دانیال داوری) (Gießen, 6 de janeiro de 1988), é um futebolista alemão naturalizado iraniano que atua como goleiro. Atualmente, joga pelo Rot-Weiß Oberhausen.

## Títulos

### Eintracht Braunschweig
- 3. Fußball-Liga: 2010–11
- Lower Saxony Cup: 2010–11

### Essen
- Regionalliga West: 2021–22